# Cork Hibernians FC
Cork Hibernians was een Ierse voetbalclub uit Cork, de 2de grootste stad van het land. De club werd in 1977 ontbonden.
De Hibernians werden in 1957 toegelaten tot de 1ste klasse omdat Cork Athletic uit de League werd gezet wegens financiële problemen, wat later ook de ondergang zou zijn van de Hibernians. De club was de rivaal van Cork Celtic. In 1971 werd de club landskampioen.
In 1977 moest de club afscheid nemen van de 1ste klasse wegens financiële problemen.

## Erelijst
- Landskampioen
  - 1971
- FAI Cup
  - 1972, 1973

## Records
- Grootste overwinning: 10-1 tegen Transport in 1960
- Zwaarste nederlaag: 2-8 tegen Dundalk FC in 1957
- Hoogste aantal toeschouwers: 26 000 tegen Waterford United in 1972

## Rangschikkingen
| Season  | Position | Season  | Position |
| ------- | -------- | ------- | -------- |
| 1975/76 | 5th      | 1965/66 | 4th      |
| 1974/75 | 4th      | 1964/65 | 4th      |
| 1973/74 | 3rd      | 1963/64 | 6th      |
| 1972/73 | 4th      | 1962/63 | 6th      |
| 1971/72 | 2nd      | 1961/62 | 5th      |
| 1970/71 | 1st      | 1960/61 | 9th      |
| 1969/70 | 3rd      | 1959/60 | 6th      |
| 1968/69 | 3rd      | 1958/59 | 10th     |
| 1967/68 | 10th     | 1957/58 | 12th     |
| 1966/67 | 9th      |         |          |

## Cork Hibernians in Europa
#R = #ronde, 1/8 = achtste finale, T/U = Thuis/Uit, W = Wedstrijd, PUC = punten UEFA coëfficiënten .
Uitslagen vanuit gezichtspunt Cork Hibernians FC
| Seizoen | Competitie           | Ronde | Land                                         | Club                     | Totaalscore | 1e W    | 2e W    | PUC |
| ------- | -------------------- | ----- | -------------------------------------------- | ------------------------ | ----------- | ------- | ------- | --- |
| 1970/71 | Jaarbeursstedenbeker | 1R    | Vlag van Spanje (11 okt. 1945- 20 jan. 1977) | Valencia CF              | 1-6         | 0-3 (T) | 1-3 (U) | 0.0 |
| 1971/72 | Europacup I          | 1R    | Vlag van Duitsland                           | Borussia Mönchengladbach | 1-7         | 0-5 (T) | 1-2 (U) | 0.0 |
| 1972/73 | Europacup II         | 1R    | Vlag van Cyprus                              | Pezoporikos Larnaca      | 6-2         | 2-1 (U) | 4-1 (T) | 5.0 |
|         |                      | 1/8   | Vlag van Duitsland                           | FC Schalke 04            | 0-3         | 0-0 (T) | 0-3 (U) | 5.0 |
| 1973/74 | Europacup II         | 1R    | Vlag van Tsjechië                            | TJ Baník OKD Ostrava     | 1-3         | 0-1 (U) | 1-2 (T) | 0.0 |

Totaal aantal punten voor UEFA coëfficiënten: 5.0